# Jacobo Majluta Azar
Jacobo Majluta Azar (Santo Domingo, 9 ottobre 1934 – Tampa, 2 marzo 1996) è stato un politico dominicano.

## Biografia
È stato il 47º presidente della Repubblica Dominicana, in carica per poco più di un mese nel 1982. Dall'agosto 1978 al luglio 1982 ha ricoperto il ruolo di vicepresidente del Paese, guidato da Antonio Guzmán Fernández. Ha preso di fatto il posto del suo predecessore Guzmán quando questi si è suicidato, amministrando il Paese per i 42 giorni che rimanevano alla fine del suo mandato.